# Gulpayagan
Gulpayagan, Gulpaigan o Golpāyegān és una ciutat de l'Iran a la província d'Esfahan a uns 145 km al nord-oest d'aquesta ciutat. La seva població segons el cens de 1986 és de 35.253 habitants (el 1951 era de 22.000 amb els pobles propers). La ciutat és famosa per les seves mantes i les talles de fusta. Està situada a 1.924 metres d'altura amb un clima fred especialment durant l'hivern. La vila té alguns edificis d'època seljúcida (segles xi i xii)
El districte de Gulpayagan que abans formava part de la província de Luristan, és travessat per la cadena de les muntanyes Zagros i arriba aquí, amb el cim Hajji Qara, a 3.650 metres. Els geògrafs àrabs no l'esmenten fins a època tardana amb el nom de Gurbadhakan, i la consideraven una estació entre Esfahan i Hamadan.
Als segles XIV i XV és esmentada com Jerbadekan o Jurbadhkan (i ocasionalment com Gerbadekan). El 1407 Pir Muhammad de Fars va arranjar la situació administrativa de Kaixan i Jerbadekan, que pertanyia al territori d'Esfahan, on les collites no s'havien recollit per la pesta, però aquesta ja havia passat i l'engranatge va tornar a funcionar